# Kanton La Bâtie-Neuve
Der Kanton La Bâtie-Neuve war bis 2015 ein französischer Wahlkreis im Arrondissement Gap im Département Hautes-Alpes und in der Region Provence-Alpes-Côte d’Azur. Er umfasste acht Gemeinden, sein Hauptort (frz.: chef-lieu) war La Bâtie-Neuve. Die landesweiten Änderungen in der Zusammensetzung der Kantone brachten im März 2015 seine Auflösung.

## Gemeinden
| Gemeinde              | Einwohner (Stand: 2022) | Code postal | Code Insee |
| --------------------- | ----------------------- | ----------- | ---------- |
| Avançon               | 418                     | 05230       | 05011      |
| La Bâtie-Neuve        | 2611                    | 05230       | 05017      |
| La Bâtie-Vieille      | 325                     | 05000       | 05018      |
| Montgardin            | 481                     | 05230       | 05084      |
| Rambaud               | 407                     | 05000       | 05113      |
| La Rochette           | 473                     | 05000       | 05124      |
| Saint-Étienne-le-Laus | 335                     | 05130       | 05140      |
| Valserres             | 285                     | 05130       | 05176      |